# زبان در میمون‌های بزرگ

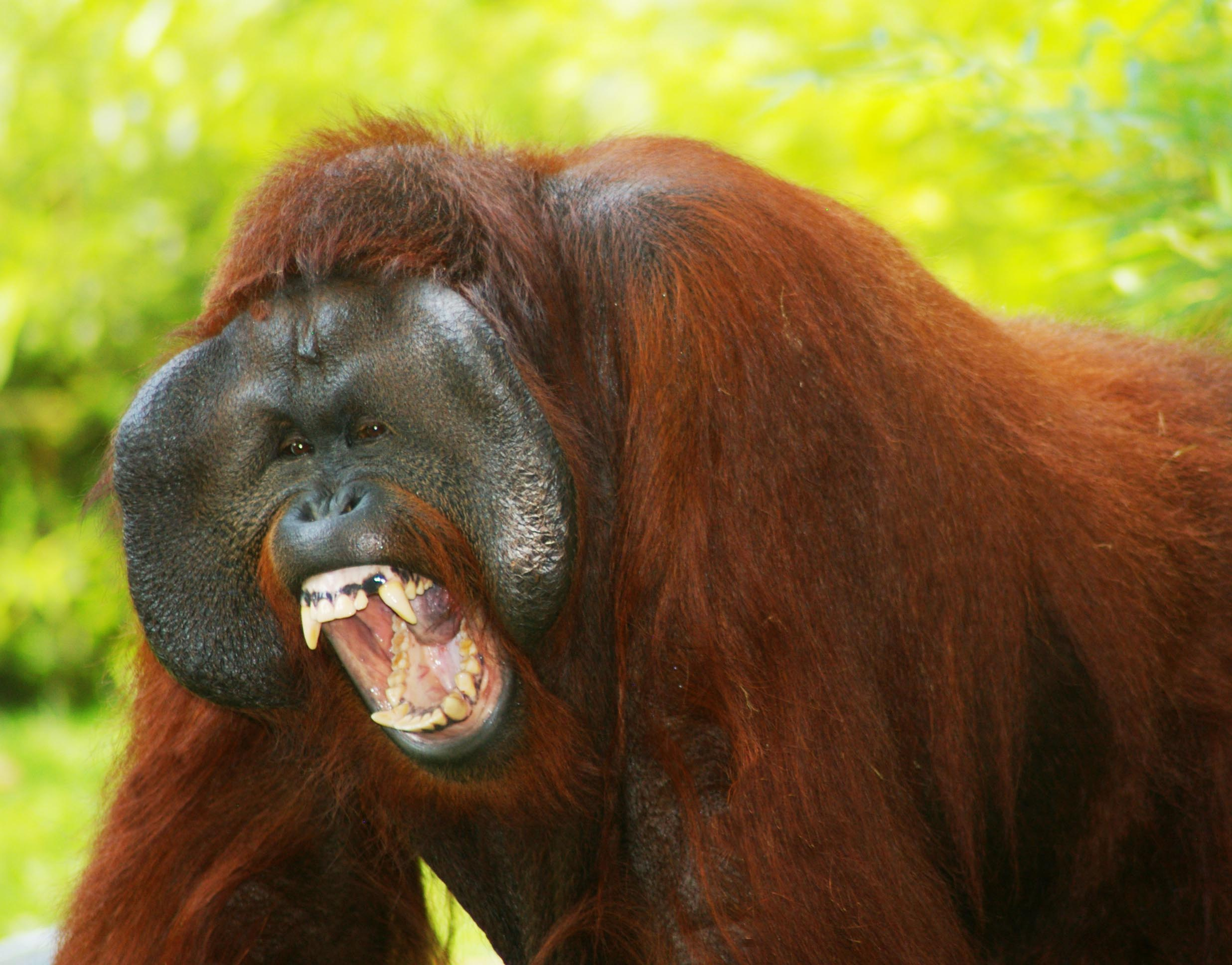
از حالت چهره می‌توان برای انتقال پیام استفاده کرد.

پژوهش‌ها دربارهٔ زبان میمون‌های انسان‌نمای بزرگ شامل آموزش شامپانزه‌ها، بونوبوها، گوریل‌ها و اورانگوتان‌ها برای ارتباط با انسان از طریق زبان اشاره، نمادها یا تقلید گفتار بوده است. برخی از این تحقیقات، مانند پروژه‌های آموزش زبان اشاره به «واشو» و استفاده «کنزی» از نمادهای گرافیکی، نشان داده‌اند که این جانداران قادر به فهم و استفاده از صدها علامت هستند، اما هنوز معماست که آیا این توانایی‌ها واقعا زبان به‌معنای کامل هستند یا خیر  . در نتیجه، دیدگاه غالب این است که زبان در معنا و ساختار پیچیده‌اش همچنان منحصر به انسان است.

## استفاده از زبان اشاره
زبان اشاره و صفحه کلید کامپیوتر در پژوهش‌های زبان نخستی‌ها استفاده می‌شود، زیرا تارهای صوتی پستانداران غیرانسانی نمی‌توانند به‌طور کامل بسته شوند، و کنترل کمتری بر زبان و فک پایین دارند. با این حال، پستانداران دارای مهارت دستی مورد نیاز برای کارکرد صفحه کلید هستند.
بسیاری از پژوهشگران زبان جانوران نتایج مطالعاتی را که در زیر توضیح داده شده است به عنوان شواهدی از توانایی‌های زبانی در جانوران ارائه کرده‌اند. بسیاری از نتایج آنها مورد مناقشه قرار گرفته است.
اکنون به‌طور کلی پذیرفته شده است که میمون‌ها می‌توانند امضا کردن را یاد بگیرند و می‌توانند با انسان‌ها ارتباط برقرار کنند. با این حال، دربارهٔ اینکه آیا آنها می‌توانند نحوی را برای دستکاری چنین علائمی تشکیل دهند اختلاف نظر وجود دارد.